# Cnemidophorus vanzoi
Cnemidophorus vanzoi — вид ящірок родини теїдових (Teiidae). Ендемік Сент-Люсії. Вид названий на честь бразильського герпетолога Пауло Ванзоліні.

## Поширення і екологія
Cnemidophorus vanzoi мешкають на острівцях Марія загальною площею 12,2 га, розташованих біля південного узбережжя острова Сент-Люсія на Карибах Раніше вони зустрічалися на самій Сент-Люсії, однак вимерли. C. vanzoi живуть в сухих тропічних лісах, на узліссях та в сухих чагарниках.

## Збереження
МСОП класифікує цей вид як такий, що перебуває на межі зникнення. Cnemidophorus vanzoi вимерли на Сент-Люсії після появи на острові інтродукованих мангустів. Після знищення пацюків на островах Праслін і Рет вид був реінтродукований на цих островах. Його загальна популяція становить кілька тисяч особин.